# Одноколов Володимир Семенович
Володи́мир Семе́нович Одноко́лов (* 26 жовтня 1928, м. Добруш Гомельської області — 1998) — голова виконкому Вінницької міської ради народних депутатів від 24 червня 1975 року до 28 листопада 1987 року. Почесний громадянин Вінниці (2007, посмертно).

## Біографічні відомості
Народився 26 жовтня 1928 року в м. Добруш Гомельської області в сім'ї службовців. За національністю білорус. Навчався в індустріальному технікумі у місті Кам'янець-Подільський (1947—1950) та інституті хімічного машинобудування у Москві (1950—1955).
1957 року переїхав до Вінниці.
Працював у котельному цеху ТЕЦ глиноземного заводу Міністерства кольорової металургії СРСР в місті Пікальов, виробничо-технічному відділі Вінницького раднаргоспу, Подільського управління раднаргоспу та ряді відділів обкому КПУ.
Рекомендований на посаду голови виконкому Вінницької міської ради народних депутатів обкомом Компартії України. Володимир Одноколов обіймав посаду голови виконкому Вінницької міськради у 1975—1987 роках, до 1998 року працював на керівних посадах в об'єднанні «Вінницяобленерго».